# Joannes Diekmann
Joannes Mathias Diekmann (Den Haag, 18 november 1889 - aldaar, 22 april 1955) was een Nederlands kunstschilder en meestervervalser.

## Achtergrond
Diekmann is niet erg bekend geworden met zijn schilderijen, maar behoorde tot de vriendenkring van Marten Toonder. Marten Toonder besteedde in zijn memoires veel aandacht aan de in mystiek geïnteresseerde schilder. Diekmann was de inspiratie voor de stripfiguur Terpen Tijn in de Bommelsaga.
Diekmann werkte onder het pseudoniem Eterman, maar signeerde zijn schilderijen ook met namen van 17e-eeuwse Hollandse meesters. Hij stond bekend als meestervervalser.
Toen Toonder in 1944 een bezoek bracht aan Eterman hingen de muren van zijn kamer vol oude meesters als Van Dijck, Rembrandt, Rubens en Frans Hals, terwijl er een bundeltje certificaten van echtheid op de schoorsteenmantel lag. In het vertrek stond ook een brandkast die van onder tot boven gevuld was met goudstaven in lederen etuis. Toonder kreeg een van die etuis mee en door de inhoud ervan te gelde te maken kon hij het voortbestaan van zijn studio’s financieren. Eterman stierf enkele jaren na de oorlog. Waar zijn goudstaven en schilderijen zijn gebleven, is tot op de dag van vandaag onbekend.
Marten Toonder en zijn vrouw Phiny Dick waren zeer onder de indruk van de onbegrijpelijke, quasi diepzinnige en 
mystiek geïnspireerde filosofie waarmee Diekmann zijn schilderkunst onderbouwde. De stripfiguur Terpen Tijn grossiert ook in vage of onbegrijpelijke frases over inspiratie en de voor het schilderen benodigde vibraties.
In hoofdstuk XXII van het tweede deel van Marten Toonders Autobiografie, "Het geluid van bloemen" gebruikt Eterman dezelfde uitdrukkingen als Terpen Tijn in de Tom Poes-strips.
Eiso Toonder, de zoon van de stripkunstenaar, schreef in 2013 in een inleiding voor een heruitgave van het Bommelverhaal De Viridiaandinges dat Marten Toonder door Joannes Diekmann was overtuigd dat het scheppen van een kunstwerk een magische handeling is.